# Ейдінов Григорій Борисович
Григорій Борисович Ейдінов (10 вересня 1908, місто Баку, тепер Азербайджан — 2 травня 1977, місто Москва, Російська Федерація) — радянський державний діяч, 3-й секретар ЦК КП(б) Білорусії, заступник голови Ради народних комісарів (Ради міністрів) Білоруської РСР. Кандидат у члени Бюро ЦК КП(б)Б з 20 травня до 22 грудня 1940 року. Член Бюро ЦК КП(б)Б з 22 грудня 1940 до 6 червня 1947 року. Депутат Верховної ради Білоруської РСР 1—2-го скликань. Депутат Верховної ради СРСР 2-го скликання.

## Життєпис
Нардився в родині робітника. Член ВКП(б) з 1927 року.
З 1928 року — на комсомольській та партійній роботі в Москві, Московській області та на Північному Кавказі.
У 1933 році закінчив Інститут підготовки кадрів при Інституті червоної професури в Москві.
У 1934—1938 роках — начальник політичного відділу Освейської машинно-тракторної станції Білоруської РСР; 2-й секретар Шкловського районного комітету КП(б) Білорусії; 1-й секретар Кормянського районного комітету КП(б) Білорусії; заступник голови Білоруського державного кіно; заступник начальника управління кінофікації при Раді народних комісарів Білоруської РСР.
У 1938—1939 роках — завідувач відділу культурно-просвітницької роботи ЦК КП(б) Білорусії. У 1939 — грудні 1940 року — завідувач організаційно-інструкторського відділу ЦК КП(б) Білорусії.
22 грудня 1940 — 26 березня 1941 року — 3-й секретар ЦК КП(б) Білорусії.
26 березня 1941 — 26 серпня 1943 року — секретар ЦК КП(б) Білорусії з авіаційної промисловості.
Учасник німецько-радянської війни. У 1942 році очолював Північно-Західну оперативну групу ЦК КП(б) Білорусії, яка керувала партизанським рухом на території Вітебської та північних районів Мінської та Могилівської областей. З вересня 1942 до 1944 року — 1-й заступник начальника Білоруського Штабу партизанського руху.
26 серпня 1943 — червень 1944 року — заступник секретаря ЦК КП(б) Білорусії з промисловості та завідувач промислового відділу ЦК КП(б)Б.
6 червня 1944 — квітень 1947 року — заступник голови Ради народних комісарів (з 1946 року — Ради міністрів) Білоруської РСР. Одночасно з 6 червня 1944 до лютого 1946 року — голова Державної планової комісії при РНК Білоруської РСР. З червня 1946 до квітня 1947 року — голова Державної планової комісії при РМ Білоруської РСР.
З червня 1948 року — заступник міністра лісового господарства Російської РФСР із загальних питань.
У 1958 році закінчив Вищу партійну школу при ЦК КПРС.
З 1967 до 1977 року — заступник голови Державного комітету Ради Міністрів Російської РФСР із використання трудових ресурсів.
Помер 2 травня 1977 року. Похований на Кунцевському цвинтарі в Москві.

## Військові звання
- Підполковник

## Нагороди
- орден Леніна (15.08.1944)
- орден Червоного Прапора (7.03.1943)
- орден Трудового Червоного Прапора (20.06.1940)
- медаль «За оборону Москви»
- медаль «Партизанові Вітчизняної війни» 1-го ст.
- медаль «Партизанові Вітчизняної війни» 2-го ст.
- медалі